# Forælder
 "Forældre" omdirigeres hertil. For andre betydninger af Forældre, se Forældre (flertydig).
Forælder (flertal: forældre) er en kønsneutral betegnelse for en persons biologiske ophav. En mandlig forælder er en far og en kvindelig forælder er en mor. En forælder kan også betegne en person som tager sig af et barn i en familie selvom de ikke er biologisk beslægtede, som adoptivforælder for adopterede børn eller stedforælder for en ægtefælles biologiske barn. Forældre har særlige forpligtelser og rettighder over for deres børn så længe børnene er mindreårige. I Danmark reguleres dette i forældreansvarsloven.
Bedsteforældre er forældre til et barns forældre.

## Grammatik
Ordet forældre har traditionelt været et flertalsord som ikke har haft en entalsform. For at omtale en enkelt forælder har man brugt udtryk som "en af mine forældre", "den ene af forældrene" og lignende. Entalsformen forælder, som er dannet ud fra ordet forældre, har dog også været brugt tidligere, men blev først optaget i Retskrivningsordbogen og blev derfor formelt korrekt i 1986. Ordbog over det danske Sprog (bind 5 fra 1923) angiver entalsformen som "dagligdags sprog, især skolesprog og spøgende".

## Genetik
Et barn deler 50 % af sin genetiske masse med hver af sine forældre.

## Forældreglæde
I Europa er forældre generelt gladere end ikke-forældre. For kvinder stiger glæden efter det første barn, men flere børn bliver ikke associeret med yderligere velvære.